# Hassane Kolingar
Pas d'image ? Cliquez ici

a Compétitions nationales et continentales officielles uniquement.

b Matchs officiels uniquement.
Dernière mise à jour le 24 février 2024.
Hassane Kolingar, né le 6 mars 1998 à Paris, est un joueur international français d'origine tchadienne de rugby à XV qui joue au poste de pilier gauche au Racing 92.
Formé au Racing 92, il commence sa carrière professionnelle en prêt au RC Vannes en 2019. Puis, il fait son retour dans son club formateur où il s'impose. Il devient international français en 2020, lors de la Coupe d'automne des nations.

## Biographie

### Jeunesse et formation
D'origine tchadienne, Hassane Kolingar naît dans le 14e arrondissement de Paris. Il frôle la mort au moment de sa naissance, du fait de complications in utero, entrainant des problèmes cardiaques dont le jeune ne se remet qu'après des soins intensifs.
Hassane Kolingar pratique un temps la boxe, dans les traces de son père, boxeur professionnel. Il ne découvre ainsi le rugby que tardivement à Soisy-sous-Montmorency, à l'âge de 15 ans, intégrant le centre de formation du Racing 92 dès la saison suivante en 2013,.
Devenu champion du monde junior avec l'Équipe de France des moins de 20 ans en 2018, il ne parvient pas à débuter avec son club francilien, et est finalement prêté au RC Vannes en 2019, en vertu du partenariat existant entre les deux clubs.

### Carrière professionnelle
Hassane Kolingar joue le premier match de sa carrière avec le RC Vannes le 29 mars 2019, lors de la 26e journée de Pro D2 de la saison 2018-2019 contre l'Aviron bayonnais. Il remplace Rémi Sénéca à dix minutes de la fin de la rencontre, se terminant par une victoire des siens 23 à 18. Il connaît ensuite sa première titularisation à gauche de la mêlée avec le club breton, une semaine plus tard contre Mont-de-Marsan. En prêt, il joue au total quatre matchs durant sa première saison.
En 2019-2020, pour sa première saison avec le Racing 92, le club se qualifie en finale de la Coupe d'Europe. Face aux Anglais d'Exeter, Hassane Kolingar n'est pas titularisé mais entre en jeu en seconde période à la place d'Eddy Ben Arous. Son équipe perd cette finale en étant battu 31-27,.
En novembre 2020, il est retenu dans le groupe de 31 joueurs de l'équipe de France de rugby à XV par Fabien Galthié pour préparer le match de Coupe d'automne des nations contre l'Italie. Ce groupe est marqué par l'absence des habituels titulaires limités à trois matchs en automne 2020. Il connaît sa première cape à cette occasion, le 28 novembre 2020 à l'âge de 22 ans, entrant en jeu à la 51e minute à la place de Rodrigue Neti. Les Français l'emportent 36 à 5 et se qualifient pour la finale face à l'Angleterre. Pour cette rencontre, il est de nouveau convoqué et est même titularisé. Cependant, dans un match très disputé, les Anglais s'imposent 22 à 19, après prolongation,.
Au cours de la saison 2022-2023, il se blesse gravement à l'échauffement d'un match de Champions Cup face au Leinster. Il est victime d'une rupture des ligaments croisés d’un genou, mettant ainsi fin à sa saison dès le mois de décembre.

## Palmarès

### En club
- Racing 92
  - Finaliste de la Coupe d'Europe en 2020

### En équipe nationale
- France -20
  - Vainqueur du Tournoi des Six Nations des moins de 20 ans en 2018
  - Vainqueur du Championnat du monde junior en 2018
- France
  - Finaliste de la Coupe d'automne des nations en 2020

| Édition          | Rang | Résultats France | Résultats Kolingar | Matchs Kolingar |
| ---------------- | ---- | ---------------- | ------------------ | --------------- |
| Six Nations 2021 | 2    | 3 v, 0 n, 2 d    | 1 v, 0 n, 0 d      | 1/5             |